# Ramamoorthy Ramesh
Ramamoorthy Ramesh är en amerikansk vetenskapsman inom materialvetenskap. Han fick sin doktorsexamen vid University of California, Berkeley 1987, gick med i fakulteten i University of Maryland 1995 och UC Berkeley 2004. Ursprungligen var hans forskning inriktad på oxidelektronik, men år 2003 upptäckte hans team en stor ferroelektrisk polarisering i multiferroiska filmer av (Vismutferrit BiFeO3). Deras arbete lade grunden för tillämpning av multiferroiska strukturella element. År 2010 mottog han James C. McGroddys pris för nya material.